# 인커밍 (1998년 비디오 게임)
본 문서의 이해를 돕기 위한 비자유 그림이 있습니다. 
링크의 파일을 직접 올려 주세요
《인커밍》(Incoming)은 레이지 소프트웨어가 개발하고 인터플레이가 배급한 3차원 슈팅 비디오 게임이다. 이 게임은 1998년 말에 PC용으로 처음 출시되었으며, 이후에 1998년 12월 17일에 일본에서, 1999년 10월 17일 유럽에서, 그리고 1999년 11월 30일 북아메리카에서 드림캐스트 버전이 출시되었다. 2009년의 가까운 미래가 배경으로 지구의 외계 침입자들과 싸우며 캠페인 모드, 아케이드 모드, 또 다른 플레이어와의 대전 중 하나를 선택할 수 있다. 일부 레벨에는 짤막한 실시간 전략 부분이 포함되어 있다.
진보된 그래픽과 사운드로 좋은 평을 받은 이 게임은 대체적으로 PC에서는 좋은 평가를 받았지만 드림캐스트 버전에서는 덜 긍정적인 평가를 받았다. 차기작은 《인커밍 포스》이며 2002년에 PC용으로만 출시되었다. 이 게임의 아케이드 버전은 고유한 하드웨어 인터페이스를 활용하며 2003년에 출시되었다.

## 평가
PC 버전의 《인커밍》은 대체적으로 좋은 평가를 받았다.